# 2019년 9월
| 2019년: 1월 · 2월 · 3월 · 4월 · 5월 · 6월 · 7월 · 8월 · 9월 · 10월 · 11월 · 12월 |

| \| 2019년 9월 1일 (일요일) \| \| 편집 \| |  |      |
| 재해 - 바하마에 5등급(최고 등급)의 초강력 허리케인 도리안(Dorian)이 상륙하였다. 강풍과 폭우로 가옥이 파손되고, 전기가 끊어지는 등의 피해가 발생하였다. 한편 허리케인의 북상 경로에 있는 미국 플로리다주 팜 비치 카운티는 동부의 일부 지역에 강제 대피령을 내린 것으로 알려졌다. |  |      |
| 2019년 9월 1일 (일요일) |  | 편집 |

| 2019년 9월 1일 (일요일) |  | 편집 |

| \| 2019년 9월 2일 (월요일) \| \| 편집 \| |  |      |
| 정치와 선거 - 조지아의 마무카 바흐타제 총리가 사임 의사를 밝혔다. 사고 - 미국 캘리포니아주 샌타크루즈섬 인근 해상에서 선박 화재가 발생, 최소 34명이 숨진 것으로 알려졌다. |  |      |
| 2019년 9월 2일 (월요일) |  | 편집 |

| 2019년 9월 2일 (월요일) |  | 편집 |

| \| 2019년 9월 3일 (화요일) \| \| 편집 \| |  |      |
| 정치와 선거 - 영국의 보리스 존슨 총리는 브렉시트와 관련하여 당론에 반하는 투표를 한 21명을 영국에서 출당 조치하였다. 아무런 합의없는 EU탈퇴(노딜 브렉시트)를 방지하기 위해 의사 일정 주도권을 하원에 부여하는 내용의 결의안은 보수당 의원 21명이 당론에 반하여 찬성표를 던지며, 찬성 328표, 반대 301표로 통과되었다. |  |      |
| 2019년 9월 3일 (화요일) |  | 편집 |

| 2019년 9월 3일 (화요일) |  | 편집 |

| \| 2019년 9월 4일 (수요일) \| \| 편집 \| |  |      |
| 법과 범죄 - 미국 연방거래위원회(FTC)가 구글과 유튜브의 13세 미만 아동 개인정보의 불법 수집과 관련하여 1억 7,000만 달러(한화 약 2천 50억원)의 벌금에 합의하였다. 구글과 유튜브는 어린이 채널 시청자들의 이용 내용을 추적해 쿠키를 자동 생성·활용한 것으로 알려졌다. 관련법인 아동 온라인 사생활 보호법(COPPA) 실시 이후 최대 액수의 벌금이지만, 구글의 분기당 광고 매출 1%에 못미치는 액수인 것으로 알려졌다. 사회 - 2019년 홍콩 범죄인 인도법 반대 시위: 홍콩의 캐리 람 행정장관은 시위의 발단이 된 범죄인 인도법을 공식 철회한다고 밝혔다. 지난 6월 15일에는 법안의 무기한 보류, 7월 9일에는 재추진하지 않겠다고 밝힌 바 있으다. 그러나 시위대는 송환법의 공식 철회를 비롯하여 경찰의 강경 진압에대한 독립적인 조사, 시위대를 '폭도'로 규정한 것을 철회할 것, 체포된 시위대의 조건없는 석방과 불기소, 행정장관 직선제 등을 요구하며, 시위를 이어왔다. 재해 - 대한민국 기상청은 제13호 태풍 링링이 7일 저녁 한반도의 경기 북부 또는 황해도에 상륙할 것으로 전망되며, 강풍에 의한 피해가 우려된다고 밝혔다. 링링의 이동 경로는 2010년 곤파스, 2000년 프라피룬(쁘라삐룬)과 비슷한 것으로 알려졌다. 정치와 선거 - 영국 하원에서 노딜 브렉시트를 방지하기 위한 법안을 찬성 327표, 반대 299표로 통과되었다. |  |      |
| 2019년 9월 4일 (수요일) |  | 편집 |

| 2019년 9월 4일 (수요일) |  | 편집 |

| \| 2019년 9월 5일 (목요일) \| \| 편집 \|                                  |  |      |
| 문화와 예술 - 미국의 래퍼 니키 미나즈가 트위터를 통해 은퇴 의사를 밝혔다. |  |      |
| 2019년 9월 5일 (목요일)                                                   |  | 편집 |

| 2019년 9월 5일 (목요일) |  | 편집 |

| \| 2019년 9월 6일 (금요일) \| \| 편집 \| |  |      |
| 과학과 기술 - 위키백과에 광범위한 서비스 거부 공격(DoS)이 발생, 중동 및 유럽 지역의 일부 사용자가 접속 불능이 되었다. 위키미디어 재단은 대규모의 광범위한공격을 비난하였다. - 인도의 달 탐사선 찬드라얀 2호가 연착륙 과정에서 신호가 끊어진 것으로 알려졌다. 이 계획이 성공했다면 미국과 러시아 중국에 이은 4번째가 되었을 것이다. 재해 - 바하마에서 허리케인 도리안(Dorian)으로 인하여 숨진 사람이 최소 43명 이상이며, 더 늘어날 것으로 알려졌다. 정치와 선거 - 짐바브웨의 정치인 로버트 무가베 전 대통령이 95세를 일기로 숨졌다. 무가베는 1980년 집권하여 2017년 축출되기까지 37년간 짐바브웨를 통치하였으며, 독재자로 평가받는다. - 영국 상원에서 노딜 브렉시트 방지 법안이 통과되었다. 하원에서 9월 4일 통과한 내용이 특별한 수정없이 통과되었으며, 9일 여왕이 재가하면 법률로서 효력을 갖게된다. |  |      |
| 2019년 9월 6일 (금요일) |  | 편집 |

| 2019년 9월 6일 (금요일) |  | 편집 |

| \| 2019년 9월 7일 (토요일) \| \| 편집 \| |  |      |
| 재해 - 대한민국의 중앙재난안전대책본부에 따르면, 제13호 태풍 링링으로 인하여 최소 3명이 숨지고, 12명이 부상을 입은 것으로 알려졌다. 정치와 선거 - 영국 고용연금부 앰버 러드 장관은 브렉시트와 관련하여 보리스 존슨 총리가 21명을 출당 조치한 것을 비판하며 사임하였다. 존슨 총리는 지난 9월 3일 브렉시트와 관련하여 당론에 반하는 투표를 한 21명을 출당 조치한 바 있다. |  |      |
| 2019년 9월 7일 (토요일) |  | 편집 |

| 2019년 9월 7일 (토요일) |  | 편집 |

| \| 2019년 9월 8일 (일요일) \| \| 편집 \| |  |      |
| 사고 - 미국 조지아주의 브런즈윅 항구에서 약 12.6km 떨어진 지점에서 현대글로비스 소속의 대형 자동차운반선 골든레이호(Golden Ray)가 전도되는 사고가 발생하였다. 사고 직후 24명의 승선원 중 20명은 구조되었으며, 4명은 실종되었다. |  |      |
| 2019년 9월 8일 (일요일) |  | 편집 |

| 2019년 9월 8일 (일요일) |  | 편집 |

| \| 2019년 9월 9일 (월요일) \| \| 편집 \| |  |      |
| 사고 - 미국 해안경비대는 9월 8일 전도 사고가 발생한 현대글로비스 소속 골든레이호의 실종 선원 4명을 구조, 사고 발생 41시간만에 모두 선원을 구조하였다고 밝혔다. 재해 - 일본의 간토 지방에 제15호 태풍 파사이가 상륙하였다. 태풍으로 인하여 최소 3명이 숨지고, 40여 명이 부상을 입었다. |  |      |
| 2019년 9월 9일 (월요일) |  | 편집 |

| 2019년 9월 9일 (월요일) |  | 편집 |

| \| 2019년 9월 10일 (화요일) \| \| 편집 \|                                                                                              |  |      |
| 경제와 비즈니스 - 알리바바 그룹의 마윈 회장이 은퇴하였다. 최고경영자(CEO)인 장융(張勇, Daniel Zhang)이 마윈의 뒤를 이어 회장이 되었다. |  |      |
| 2019년 9월 10일 (화요일) |  | 편집 |

| 2019년 9월 10일 (화요일) |  | 편집 |

| \| 2019년 9월 11일 (수요일) \| \| 편집 \|                                                                  |  |      |
| 국제 관계 - 2019년 한일 무역 분쟁: 대한민국 정부가 세계무역기구(WTO)에 일본 정부의 수출 규제를 제소하였다. |  |      |
| 2019년 9월 11일 (수요일)                                                                                   |  | 편집 |

| 2019년 9월 11일 (수요일) |  | 편집 |

| \| 2019년 9월 12일 (목요일) \| \| 편집 \|                                                 |  |      |
| 경제와 비즈니스 - 유럽 중앙은행이 2차 양적 완화, 금리 인하 등의 경기 부양책을 발표하였다. |  |      |
| 2019년 9월 12일 (목요일)                                                                  |  | 편집 |

| 2019년 9월 12일 (목요일) |  | 편집 |

| \| 2019년 9월 13일 (금요일) \| \| 편집 \| |  |      |
|                                           |  |      |
| 2019년 9월 13일 (금요일)                  |  | 편집 |

| 2019년 9월 13일 (금요일) |  | 편집 |

| \| 2019년 9월 14일 (토요일) \| \| 편집 \| |  |      |
|                                           |  |      |
| 2019년 9월 14일 (토요일)                  |  | 편집 |

| 2019년 9월 14일 (토요일) |  | 편집 |

| \| 2019년 9월 15일 (일요일) \| \| 편집 \| |  |      |
|                                           |  |      |
| 2019년 9월 15일 (일요일)                  |  | 편집 |

| 2019년 9월 15일 (일요일) |  | 편집 |

| \| 2019년 9월 16일 (월요일) \| \| 편집 \| |  |      |
|                                           |  |      |
| 2019년 9월 16일 (월요일)                  |  | 편집 |

| 2019년 9월 16일 (월요일) |  | 편집 |

| \| 2019년 9월 17일 (화요일) \| \| 편집 \| |  |      |
|                                           |  |      |
| 2019년 9월 17일 (화요일)                  |  | 편집 |

| 2019년 9월 17일 (화요일) |  | 편집 |

| \| 2019년 9월 18일 (수요일) \| \| 편집 \| |  |      |
| 경제와 비즈니스 - 미국 연방준비제도가 연방공개시장위원회 정례회의를 열고, 정책금리를 인하를 결정하였다. 이에 따라 2.00 ~ 2.25%였던 기준금리는, 1.75% ~ 2.00% 수준으로 0.25%포인트 내려갔다. 지난 7월 31일 인하에 이어 또 다시 금리 인하가 결정되었다. 법과 범죄 - 화성 연쇄 살인 사건: 1986년 9월 15일부터 1991년 4월 3일까지 경기도 화성군 일대에서 여성 10명이 강간,살해된 연쇄 사건의 범인이 추정됨.실명은 이춘재 |  |      |
| 2019년 9월 18일 (수요일) |  | 편집 |

| 2019년 9월 18일 (수요일) |  | 편집 |

| \| 2019년 9월 19일 (목요일) \| \| 편집 \| |  |      |
|                                           |  |      |
| 2019년 9월 19일 (목요일)                  |  | 편집 |

| 2019년 9월 19일 (목요일) |  | 편집 |

| \| 2019년 9월 20일 (금요일) \| \| 편집 \| |  |      |
|                                           |  |      |
| 2019년 9월 20일 (금요일)                  |  | 편집 |

| 2019년 9월 20일 (금요일) |  | 편집 |

| \| 2019년 9월 21일 (토요일) \| \| 편집 \| |  |      |
|                                           |  |      |
| 2019년 9월 21일 (토요일)                  |  | 편집 |

| 2019년 9월 21일 (토요일) |  | 편집 |

| \| 2019년 9월 22일 (일요일) \| \| 편집 \| |  |      |
|                                           |  |      |
| 2019년 9월 22일 (일요일)                  |  | 편집 |

| 2019년 9월 22일 (일요일) |  | 편집 |

| \| 2019년 9월 23일 (월요일) \| \| 편집 \| |  |      |
|                                           |  |      |
| 2019년 9월 23일 (월요일)                  |  | 편집 |

| 2019년 9월 23일 (월요일) |  | 편집 |

| \| 2019년 9월 24일 (화요일) \| \| 편집 \| |  |      |
| 사고 - 김포요양병원 화재로 2명사망 19명이 부상입었다. 정치와 선거 - 2019년 도널드 트럼프 대통령 탄핵 조사: 낸시 펠로시 하원 의장이 도널드 트럼프 대통령 탄핵을 추진하기 위한 조사 개시를 발표하였다. |  |      |
| 2019년 9월 24일 (화요일) |  | 편집 |

| 2019년 9월 24일 (화요일) |  | 편집 |

| \| 2019년 9월 25일 (수요일) \| \| 편집 \| |  |      |
|                                           |  |      |
| 2019년 9월 25일 (수요일)                  |  | 편집 |

| 2019년 9월 25일 (수요일) |  | 편집 |

| \| 2019년 9월 26일 (목요일) \| \| 편집 \| |  |      |
|                                           |  |      |
| 2019년 9월 26일 (목요일)                  |  | 편집 |

| 2019년 9월 26일 (목요일) |  | 편집 |

| \| 2019년 9월 27일 (금요일) \| \| 편집 \| |  |      |
|                                           |  |      |
| 2019년 9월 27일 (금요일)                  |  | 편집 |

| 2019년 9월 27일 (금요일) |  | 편집 |

| \| 2019년 9월 28일 (토요일) \| \| 편집 \| |  |      |
| 사고 - 울산시 동구 방어동 염포부두에 정박해 있던 2만5603t급 케이맨제도 선적 액체화물선 스톨트 그로언랜드호 에서 원인을 알 수 없는 폭발과 함께 불이 났다. 이 사고로 불기둥과 함께 시커먼 연기가 부두와 울산대교를 덮쳐 피해를 보기도 했다. 스포츠 - 잠실야구장에서 두산베어스가 박건우의 끝내기 안타, 대구 삼성 라이온즈파크에서 이학주가 끝내기 홈런으로 선두 SK와이번스와의 9게임차를 뒤집고 다시 선두를 탈환하였다. |  |      |
| 2019년 9월 28일 (토요일) |  | 편집 |

| 2019년 9월 28일 (토요일) |  | 편집 |

| \| 2019년 9월 29일 (일요일) \| \| 편집 \| |  |      |
|                                           |  |      |
| 2019년 9월 29일 (일요일)                  |  | 편집 |

| 2019년 9월 29일 (일요일) |  | 편집 |

| \| 2019년 9월 30일 (월요일) \| \| 편집 \| |  |      |
|                                           |  |      |
| 2019년 9월 30일 (월요일)                  |  | 편집 |

| 2019년 9월 30일 (월요일) |  | 편집 |

| <           | 2019년 9월 | 2019년 9월 | 2019년 9월 | 2019년 9월 | 2019년 9월 | >          |
| 일          | 월         | 화         | 수         | 목         | 금         | 토         |
| 1 8.3 신축  | 2 4 임인   | 3 5 계묘   | 4 6 갑진   | 5 7 을사   | 6 8 병오   | 7 9 정미   |
| 8 10 무신   | 9 11 기유  | 10 12 경술 | 11 13 신해 | 12 14 임자 | 13 15 계축 | 14 16 갑인 |
| 15 17 을묘  | 16 18 병진 | 17 19 정사 | 18 20 무오 | 19 21 기미 | 20 22 경신 | 21 23 신유 |
| 22 24 임술  | 23 25 계해 | 24 26 갑자 | 25 27 을축 | 26 28 병인 | 27 29 정묘 | 28 30 무진 |
| 29 9.1 기사 | 30 2 경오  |            |            |            |            |            |

| - 2019년 - 8월 - 9월 - 10월 편집하기 |